# Hama
Hama (anticul Hamat; arabă حماة Ḥamāh, "fortăreață") este un oraș situat pe malurile fluviului Oronte, in centrul Siriei, la nord de capitala Damasc. Este capitala provinciei Hama. Acest oras este localizat pe locul anticului oraș Hamat. Populația sa este de 410.000 locuitori, fiind al cincilea mare oraș al Siriei după Damasc, Alep, Hims și Latakia.
Hama este un important centru agricol și industrial din Siria, având o suprafață de 3680 kilometri pătrați, peste o treime din suprafața provinciei este cultivată. Provincia produce peste jumătate din recolta națională de cartofi și fistic, precum și variate legume. Creșterea animalelor este, de asemenea, o ocupație obișnuită.
Orașul propriu-zis este renumit pentru cele 17 noria folosite pentru udarea grădinilor, despre care, se presupune, că datează dinainte de 1100 î.Hr. Deși, în vechime, acestea serveau irigațiilor, cele de astăzi sunt preponderent folosite în scop estetic.

## Etimologie
Numele „Hama” pare să provină din feniciană „khamat”, „fort”.

## Clima
Clima sa este clasificată ca semi-aridă (BSk) în Sistemul Köppen-Geiger. Locația interioară a orașului Hama asigură că nu primește influențe și brize de coastă înmuiate din Marea Mediterană. Ca urmare, orașul are o climă mult mai caldă și mai uscată decât [[Homs] din apropiere.
| Date climatice pentru Hama (1961–1990, extremes 1956–2004)                       | Date climatice pentru Hama (1961–1990, extremes 1956–2004) | Date climatice pentru Hama (1961–1990, extremes 1956–2004) | Date climatice pentru Hama (1961–1990, extremes 1956–2004) | Date climatice pentru Hama (1961–1990, extremes 1956–2004) | Date climatice pentru Hama (1961–1990, extremes 1956–2004) | Date climatice pentru Hama (1961–1990, extremes 1956–2004) | Date climatice pentru Hama (1961–1990, extremes 1956–2004) | Date climatice pentru Hama (1961–1990, extremes 1956–2004) | Date climatice pentru Hama (1961–1990, extremes 1956–2004) | Date climatice pentru Hama (1961–1990, extremes 1956–2004) | Date climatice pentru Hama (1961–1990, extremes 1956–2004) | Date climatice pentru Hama (1961–1990, extremes 1956–2004) | Date climatice pentru Hama (1961–1990, extremes 1956–2004) |
| Luna                                                                             | Ian                                                        | Feb                                                        | Mar                                                        | Apr                                                        | Mai                                                        | Iun                                                        | Iul                                                        | Aug                                                        | Sep                                                        | Oct                                                        | Nov                                                        | Dec                                                        | Anual                                                      |
| -------------------------------------------------------------------------------- | ---------------------------------------------------------- | ---------------------------------------------------------- | ---------------------------------------------------------- | ---------------------------------------------------------- | ---------------------------------------------------------- | ---------------------------------------------------------- | ---------------------------------------------------------- | ---------------------------------------------------------- | ---------------------------------------------------------- | ---------------------------------------------------------- | ---------------------------------------------------------- | ---------------------------------------------------------- | ---------------------------------------------------------- |
| Maxima medie °C (°F)                                                             | 11.4 (52,5)                                                | 13.8 (56,8)                                                | 17.9 (64,2)                                                | 23.1 (73,6)                                                | 29.3 (84,7)                                                | 33.8 (92,8)                                                | 36.2 (97,2)                                                | 36.2 (97,2)                                                | 33.8 (92,8)                                                | 27.6 (81,7)                                                | 19.7 (67,5)                                                | 13.1 (55,6)                                                | 24,7 (76,5)                                                |
| Media zilnică °C (°F)                                                            | 6.6 (43,9)                                                 | 8.3 (46,9)                                                 | 11.6 (52,9)                                                | 15.9 (60,6)                                                | 21.1 (70)                                                  | 25.8 (78,4)                                                | 28.2 (82,8)                                                | 27.9 (82,2)                                                | 25.3 (77,5)                                                | 19.3 (66,7)                                                | 12.7 (54,9)                                                | 7.9 (46,2)                                                 | 17,5 (63,5)                                                |
| Minima medie °C (°F)                                                             | 2.9 (37,2)                                                 | 3.3 (37,9)                                                 | 5.4 (41,7)                                                 | 8.8 (47,8)                                                 | 12.9 (55,2)                                                | 17.4 (63,3)                                                | 20.2 (68,4)                                                | 20.1 (68,2)                                                | 17.1 (62,8)                                                | 12.4 (54,3)                                                | 6.6 (43,9)                                                 | 3.7 (38,7)                                                 | 10,9 (51,6)                                                |
| Minima istorică °C (°F)                                                          | −8.3 (17,1)                                                | −7.3 (18,9)                                                | −3 (26,6)                                                  | −0.5 (31,1)                                                | 5.9 (42,6)                                                 | 10.6 (51,1)                                                | 14.7 (58,5)                                                | 14.0 (57,2)                                                | 9.5 (49,1)                                                 | 2.2 (36)                                                   | −3.7 (25,3)                                                | −5.5 (22,1)                                                | −8,3 (17,1)                                                |
| Precipitații mm (inches)                                                         | 72.5 (2.854)                                               | 54.3 (2.138)                                               | 49.3 (1.941)                                               | 32.3 (1.272)                                               | 10.3 (0.406)                                               | 3.8 (0.15)                                                 | 0.4 (0.016)                                                | 0.1 (0.004)                                                | 1.8 (0.071)                                                | 21.4 (0.843)                                               | 40.0 (1.575)                                               | 66.5 (2.618)                                               | 352,7 (13,886)                                             |
| Umiditate [%]                                                                    | 81                                                         | 75                                                         | 69                                                         | 61                                                         | 49                                                         | 40                                                         | 39                                                         | 42                                                         | 43                                                         | 51                                                         | 69                                                         | 83                                                         | 58                                                         |
| Nr. de zile cu precipitații (≥ 1.0 mm)                                           | 9.9                                                        | 8.1                                                        | 7.4                                                        | 4.5                                                        | 1.8                                                        | 0.3                                                        | 0.0                                                        | 0.0                                                        | 0.3                                                        | 2.8                                                        | 5.1                                                        | 9.0                                                        | 49,2                                                       |
| Ore însorite                                                                     | 127.1                                                      | 151.2                                                      | 217.0                                                      | 249.0                                                      | 325.5                                                      | 366.0                                                      | 387.5                                                      | 356.5                                                      | 312.0                                                      | 257.3                                                      | 192.0                                                      | 130.2                                                      | 3.071,3                                                    |
| Sursa nr. 1: NOAA                                                                |                                                            |                                                            |                                                            |                                                            |                                                            |                                                            |                                                            |                                                            |                                                            |                                                            |                                                            |                                                            |                                                            |
| Sursa nr. 2: Deutscher Wetterdienst (extremes 1956–2004, and humidity 1973–1993) |                                                            |                                                            |                                                            |                                                            |                                                            |                                                            |                                                            |                                                            |                                                            |                                                            |                                                            |                                                            |                                                            |